# فلاور (بازی ویدئویی)
فلاور یا شکوفه (به انگلیسی: Flower) یک بازی ویدئویی به سبک ماجراجویی که توسط جنووا چن و نیکولاس کلارک طراحی شده است و در ابتدا برای کنسول پلی‌استیشن ۳ از طریق شبکه پلی‌استیشن در دسترس قرار گرفت. بازی توسط استودیو مستقل دت‌گیم‌کامپانی توسعه یافته که برای اولین بار در نمایشگاه توکیو گیم شو سال ۲۰۰۷ معرفی شد و در ۱۲ فوریه ۲۰۰۹، توسط سونی کامپیوتر انترتینمنت منتشر گردید. نسخهٔ پلی‌استیشن ۴ و پلی‌استیشن ویتا بازی نیز توسط بلوپوینت گیمز ساخته شده و در نوامبر ۲۰۱۳ عرضه شده است. نسخه سیستم‌عامل آی‌اواس در سپتامبر ۲۰۱۷، و نسخه مایکروسافت ویندوز در فوریه ۲۰۱۹، هر دو به‌وسیلهٔ آناپورنا اینتراکتیو منتشر شدند.
فلاور به عنوان دنباله معنوی بازی دیگر شرکت دت‌گیم‌کامپانی یعنی «فلو» به‌شمار می‌رود. بازی فلاور شامل هیچ متن و محاوره‌ای نمی‌باشد، و بازیکن باید کنترل باد را توسط دسته بازی بدست گیرد و با دمیدن آن گلبرگ‌های گل را در هوا به حرکت درآورد. توضیحات جنووا چن: «وقتی شروع به ساخت کردیم، نمی‌دانستیم در حال ساخت چه چیزی هستیم، ما تنها این عقیده را داشتیم که هر پلی‌استیشن در اتاق پذیرایی شما مانند دروازه‌ای است که شما را به مکانی دیگر هدایت می‌کند.» بازی با واکنش‌های مثبتی از سوی منتقدان همراه بود، که موسیقی بازی، عوامل بصری، و روند بازی را مورد تحسین قرار دادند، و آن را یک تجربه منحصر به فرد گیرا و عاطفی برشمردند. فلاور عنوان «بهترین بازی مستقل سال ۲۰۰۹» را از سوی جوایز بازی‌های ویدئویی اسپایک از آن خود کرد، و برنده جایزه «بازی پیش‌بینی نشده سال» از فرهنگستان هنر و علوم تعاملی شد.